# Amanda Hopmans
Amanda Hopmans (Goirle, 11 februari 1976) is een voormalig tennisspeelster uit Nederland. Hopmans begon met tennis toen zij negen jaar oud was. Haar favoriete ondergrond is gravel. Zij speelt rechtshandig en heeft een enkelhandige backhand. Zij begon haar professionele carrière in 1994. In 2003 beëindigde zij haar loopbaan.
Op de WTA-tour wist zij geen titels te behalen, noch in het enkel- noch in het dubbelspel. Zij bereikte wel de finale op het toernooi van Warschau in 2000. Zij verloor deze finale van de Slowaakse Henrieta Nagyová. In het dubbelspel wist zij ook eenmaal de finale te bereiken op de WTA-tour. In 2000 verloor zij met de Spaanse Cristina Torrens Valero de finale van het WTA-toernooi van Lissabon. Haar hoogste notering op de WTA-ranglijst in het enkelspel was 72 (1 november 1999).
Op het ITF-circuit won zij zeven titels in het enkelspel en elf in het dubbelspel. In de periode 1998–2003 maakte Hopmans deel uit van het Nederlandse Fed Cup-team – zij behaalde daar een winst/verlies-balans van 13–7.
Van 2014 tot en met 2024 coachte Hopmans de paralympisch kampioene Diede de Groot.

## Posities op deWTA-ranglijst
Positie per einde seizoen:
| jaar | rang enkelspel | rang dubbelspel |
| ---- | -------------- | --------------- |
| 1994 | 519            | 293             |
| 1995 | 288            | 499             |
| 1996 | 280            | 249             |
| 1997 | 218            | 233             |
| 1998 | 154            | 174             |
| 1999 | 76             | 129             |
| 2000 | 104            | 124             |
| 2001 | 164            | 143             |
| 2002 | 281            | 173             |
| 2003 | 489            | 522             |

## Palmares
| Legenda                |
| ---------------------- |
| Grandslamtoernooi      |
| Olympische Spelen      |
| Year-End Championships |
| Tier I                 |
| Tier II                |
| Tier III               |
| Tier IV & V            |

### WTA-finaleplaatsen enkelspel
| nr.              | finale     | toernooi     | ondergrond | tegenstandster   | score         |         |
| ---------------- | ---------- | ------------ | ---------- | ---------------- | ------------- | ------- |
| gewonnen finales |            |              |            |                  |               |         |
| geen             |            |              |            |                  |               |         |
| verloren finales |            |              |            |                  |               |         |
| 1.               | 2000-05-14 | WTA Warschau | gravel     | Henrieta Nagyová | 6-2, 4-6, 5-7 | details |

### WTA-finaleplaatsen vrouwendubbelspel
| nr.              | finale     | toernooi     | ondergrond | partner                 | tegenstandsters                | score    |         |
| ---------------- | ---------- | ------------ | ---------- | ----------------------- | ------------------------------ | -------- | ------- |
| gewonnen finales |            |              |            |                         |                                |          |         |
| geen             |            |              |            |                         |                                |          |         |
| verloren finales |            |              |            |                         |                                |          |         |
| 1.               | 2000-04-16 | WTA Lissabon | gravel     | Cristina Torrens Valero | Tina Križan Katarina Srebotnik | 0-6, 6-7 | details |

### Gewonnen ITF-toernooien enkelspel
| nr. | finale     | toernooi  | dotatie  | tegenstandster in finale | score         |
| --- | ---------- | --------- | -------- | ------------------------ | ------------- |
| 1.  | 1995-10-01 | Telford   | $ 10.000 | Claire Taylor            | 6-4, 6-3      |
| 2.  | 1997-09-28 | Boekarest | $ 25.000 | Sandra Klösel            | 4-6, 6-2, 7-5 |
| 3.  | 1998-10-11 | Batoemi   | $ 25.000 | Anastasija Myskina       | 6-2, 7-5      |
| 4.  | 1999-10-17 | Rhodos    | $ 25.000 | Anna Földényi            | 6-3, 6-0      |
| 5.  | 2001-08-12 | Hechingen | $ 25.000 | Katarina Dasković        | 7-5, 6-1      |
| 6.  | 2003-03-09 | Caïro     | $ 10.000 | Frederica Piedade        | 7-6, 6-4      |
| 7.  | 2003-03-16 | Caïro     | $ 10.000 | Mariëlle Hoogland        | 6-1, 4-6, 6-4 |

### Gewonnen ITF-toernooien dubbelspel
| nr. | finale     | toernooi    | dotatie  | partner             | tegenstandsters in finale                  | score         |
| --- | ---------- | ----------- | -------- | ------------------- | ------------------------------------------ | ------------- |
| 01. | 1994-04-03 | Gaborone    | $ 10.000 | Magüi Serna         | Evelyn Fauth Radka Surová                  | 6-3, 6-1      |
| 02. | 1994-07-17 | Olsztyn     | $ 10.000 | Mariëlle Bruens     | Corina Morariu Henrieta Nagyová            | 6-4, 5-7, 7-5 |
| 03. | 1997-06-01 | Barcelona   | $ 10.000 | Kim de Weille       | Katalin Marosi Veronica Stele              | 6-4, 5-7, 6-4 |
| 04. | 1997-06-20 | Getxo       | $ 25.000 | Patty Van Acker     | Alicia Ortuño Hila Rosen                   | 7-5, 4-6, 7-5 |
| 05. | 1998-03-22 | Reims       | $ 25.000 | Daphne Van de Zande | Eva Bes Ostáriz Conchita Martínez Granados | 6-4, 6-3      |
| 06. | 1998-08-02 | Pamplona    | $ 25.000 | Eva Bes Ostáriz     | Meike Frohlich Selima Sfar                 | walk-over     |
| 07. | 1998-12-05 | New Delhi   | $ 75.000 | Lenka Cenková       | Tina Križan Karin Kschwendt                | walk-over     |
| 08. | 1999-10-17 | Rhodos      | $ 25.000 | Tathiana Garbin     | Lenka Cenková Alicia Ortuño                | 4-6, 6-0, 7-6 |
| 09. | 2002-02-03 | Rockford    | $ 25.000 | Giulia Casoni       | Melissa Middleton Brie Rippner             | 6-4, opg.     |
| 10. | 2002-10-20 | Southampton | $ 25.000 | Dragana Zarić       | Līga Dekmeijere Yvonne Doyle               | 6-2, 6-1      |
| 11. | 2003-03-16 | Caïro       | $ 10.000 | Mariëlle Hoogland   | Susanne Filipp Andrea Masaryková           | 7-5, 6-4      |

## Resultaten grandslamtoernooien
| Legenda | Legenda                          |
| ------- | -------------------------------- |
| g.t.    | geen toernooi gehouden           |
| l.c.    | lagere categorie                 |
| –       | niet deelgenomen                 |
| G       | uitgeschakeld in de groepsfase   |
| 1R      | uitgeschakeld in de eerste ronde |
| 2R      | uitgeschakeld in de tweede ronde |
| 3R      | uitgeschakeld in de derde ronde  |
| 4R      | uitgeschakeld in de vierde ronde |
| KF      | uitgeschakeld in de kwartfinale  |
| HF      | uitgeschakeld in de halve finale |
| F       | de finale verloren               |
| W       | het toernooi gewonnen            |
| w-v     | winst/verlies-balans             |

### Enkelspel
| toernooi        | 1999 | 2000 | 2001 |
| --------------- | ---- | ---- | ---- |
| Australian Open | –    | 1R   | 1R   |
| Roland Garros   | 1R   | 1R   | 1R   |
| Wimbledon       | 2R   | 1R   | –    |
| US Open         | 2R   | 1R   | 1R   |

### Vrouwendubbelspel
| toernooi        | 1999 | 2000 | 2001 | 2002 |
| --------------- | ---- | ---- | ---- | ---- |
| Australian Open | 1R   | 1R   | 1R   | –    |
| Roland Garros   | –    | 1R   | –    | 1R   |
| Wimbledon       | –    | 1R   | –    | –    |
| US Open         | –    | 2R   | –    | –    |